# Escalante, Cantabria
Escalante là một đô thị thuộc cộng đồng tự trị Cantabria, Tây Ban Nha. Theo điều tra dân số năm 2007, đô thị này có dân số là 749 người.

## Biến động dân số
| 1900 | 1910 | 1920 | 1930  | 1940 | 1950  | 1960 | 1970  | 1980 | 1990 | 2000 | 2007 |
| ---- | ---- | ---- | ----- | ---- | ----- | ---- | ----- | ---- | ---- | ---- | ---- |
| 779  | 816  | 832  | 1.003 | 993  | 1.066 | 996  | 1.002 | 737  | 757  | 754  | 761  |

Fuente: INE